# Ontdek De Ster Show
De Ontdek De Ster Show, niet te verwarren met het BRT-programma Ontdek de ster uit de jaren 1950-1970, was een zangwedstrijd die in 1996 uitgezonden werd op de Vlaamse commerciële televisiezender VTM. Presentator was Bart Kaëll. De wedstrijd werd gewonnen door Dominique De Vos met het nummer Pour que tu m'aimes.

## Deelnemers
- Steyn Schraepen met Unchain my heart
- Wendy Fiers met Tu
- Get Off met Play that funky music
- Roberto Simone met I gave you
- Vanessa Smagge met I no one else
- Rocktail met Empty faces
- Frans Vervoort met Golden eye
- Vanessa Chinitor[1] met Starlight express
- Les Cicatrices met The revaluation of my weekend
- Marc Van der Weegen met At this moment
- Sabrina Van der Taelen met Open boek
- Tony & De Hangmatten met Meisjes
- Chris De Weer met Nobody else
- Karolien Quintens met Take my breath away
- Koen Sergeant met Slow
- Dominique De Vos met Pour que tu m'aimes
- Voice met I got a woman
- Claude Levaque met Billie Jean
- Louisette Van Reeth met People
- Double Deception met The show must go on
- Nico Verboven met She's Like the Wind
- Nancy Casteele met I will always love you
- Traffic Light met Jungle fear
- Jurgen Dejaegher met Kaylee
- Martine Foubert met Kracht van de liefde
- Street Stars met I love you
- The Crowd met Delilah